# Listă de poeți: L
A - Ă - B - C - D - E - F - G - H - I - Î - J - K - L - M - N - O - P - Q - R - S - Ș - T - Ț - U - V - W - X - Y - Z

### L

#### La
- Aquiles La Grave
- Philip Lamantia
- Alphonse de Lamartine
- Charles Lamb, (1775-1834)
- Letitia Elizabeth Landon
- Walter Savage Landor, (1775-1864), (scriitor englez care a locuit în Italia)
- Joseph Langland
- Philip Larkin, (1922-1985)
- James Laughlin
- Contele de Lautréamont, (1846-1870)
- Lawes
- D.H. Lawrence, (1885-1930), autor al romanului de scandal Amantul doamnei Chatterley
- Henry Lawson, prozator și poet
- Layamon
- Irving Layton, (născut în 1912),

#### Le
- Edward Lear, (1812-1888), Cartea nonsensurilor, culegere de limericks
- Jan Lechon
- Francis Ledwidge, (1887-1917)
- Dennis Lee, autor de poezii pentru copii
- Lelevici, G. (poet rus) (1901-1945))
- William Ellery Leonard
- Giacomo Leopardi, (1798-1837), poet italian
- Eleanor Lerman
- Mikhail Lermontov, (1814-1841), poet, romancier rus
- Mikhail Yuryevich Lermontov, (1814-1841), poet, pictor
- Boleslaw Lesmian
- Rika Lesser
- Gotthold Lessing, dramaturg, poet
- Anton Levec
- Peter Levec, (născut în 1923)
- Denise Levertov (Black Mountain)
- Jernej Levicnik, (1808-1883)
- Philip Levine
- Larry Levis
- Zlatka Levstek, (născut în 1944)
- D. A. Levy, (1942-1968), artist, poet, și publicist
- William Levy
- Saunders Lewis, (1893-1985)
- Wyndham Lewis, (1884-1957)

#### Li
- Li Hou Zhu, (931-978)
- José Lezama Lima (poet cubanez)
- Tim Liardet
- Ewa Lipska
- Florjan Lipus, (născut în 1937),
- Li Po, (701-762),
- Li Qingzhao
- Li Shanyin
- Li Yu
- Joseph C. Lincoln
- Anne Morrow Lindbergh, (1906-2001)
- Vachel Lindsay, (1879-1931)
- Alan Llwyd, (curent)
- Thomas Lodge, (1556-1625)
- Henry Wadsworth Longfellow, (1807-1882), poet american
- Federico García Lorca
- Audre Lorde, (născut în 1934),
- Audre Lorde (aka Gamba Adisa-Warrior)
- Richard Lovelace, (1618-1658)
- Robert Lowell
- Amy Lowell, (1874-1925)
- Mina Loy (Dada)
- Gherasim Luca
- Lucilius
- Mihael Lotric, (născut în 1937)
- Joza Lovrencic, (1890-1952)
- Maria White Lowell, (1821-1853),
- Lucan
- Lucretius, (98?-55 BC), fizician
- Fitz Hugh Ludlow (1836-1870)
- Mario Luzi
- John Lydgate, (1370-1450)
- John Lyly, (1553-1606)
- George Lyttelton, (1709-1773)